# 摩擦力

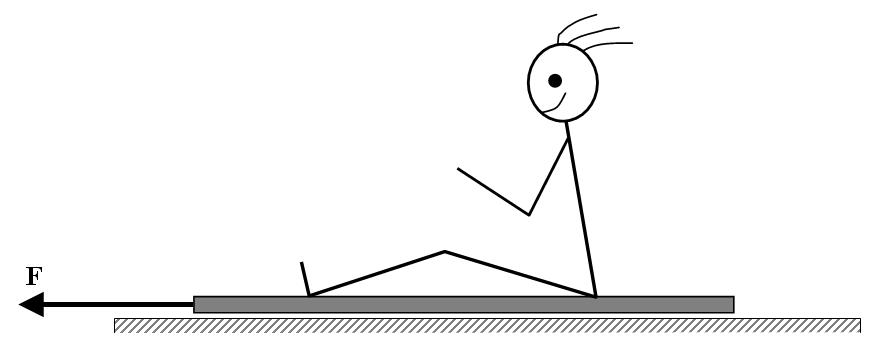
摩擦力的產生

摩擦力（英語：friction）指两个表面接触的粗糙物体相对运动或存在相对运动趋势时阻碍它们的相对运动的力，是经典力学的一個名詞。广义地，物体在液体和气体中运动时也受到摩擦力。
摩擦力產生的情形：
- 一物體在另一個物體表面上滑動或將要滑動時，兩个物體在接觸面上會產生阻止相對運動的作用力，這種作用力稱為摩擦力。
- 物體在靜止或運動狀態，均可能在接觸面上產生摩擦力。
- 摩擦力與物體相對運動的方向相反。

## 概述
摩擦力与相互摩擦的物体有关，因此物理学中对摩擦力所做出的描述不一般化，也不像对其它力那样精确。事实上，只有在忽略摩擦力的情况下人们才能引出力学中的基本定律。
摩擦力来源于两个物体接触面间的附着力，但摩擦力大小与接触面积大小幾乎无关。
摩擦力内最大的区分是静摩擦力与其它摩擦力之间的区别。有人认为静摩擦力实际上不应该算作摩擦力。其它的摩擦力都与耗散有关：它使得相互摩擦的物体的相对速度降低，将動能转化为热能并提高熵。
固体表面之间的摩擦力分靜摩擦力、滑动摩擦力、滚动摩擦力、滚压摩擦和转动摩擦。在工程技术中人们使用润滑剂来降低摩擦。假如相互摩擦的两个表面被一层液体隔离，那么它们之间可以产生液体摩擦，假如液体的隔离不彻底的话，那么也可能产生混合摩擦。
假如润滑剂、液体或气体沿一个固体表面流动，其流速会受摩擦力的影响而降低。固体表面的构造对这个摩擦力的影响比较小，最主要的是流体的横截面面积。其原因是不仅在流体与固体的交面有摩擦力，流体内部不同的层之间也有内部摩擦，流体离固体表面的距离不同，其流速也不同。
一个相对于一个流体运动的物体受到阻力。这个阻力与它的运动方向相反，但是有例外，也就是摩擦力和運動方向相同，例如：在层流的情况下这个阻力与它的速度成比例，在湍流中这个阻力与它的速度的平方成比例。有时一个物体同时受到阻力和摩擦力，比如一辆汽车在运动时既受到空气的阻力也受到其轮胎的滚动摩擦。

## 固体表面之间的摩擦力
固体表面之间的靜摩擦力的来因有两个：固体表面原子、分子之间相互的吸引力（化學鍵重組的能量需求：电磁力）和它们之间的表面粗糙所造成的互相之间卡住的阻力。動摩擦力可以視為單位移動距離之能量損耗率，該等能量損耗源自於兩表面互相碰撞作用之各種粒子之間。

### 靜摩擦力
固體之間並沒有互相滑動的情況下，接觸面間的摩擦力稱為靜摩擦力，它存在一個最大值，稱為最大靜摩擦力。一般而言，靜摩擦力是透過平衡方程式求得的，而最大靜摩擦力可以摩擦定律來描述，透過判斷由求得的靜摩擦力與最大靜摩擦力之間的大小關係，可以判斷固體之間是否互相滑動。

### 滑動摩擦
{\displaystyle F=\mu \cdot N}
固體之間互相滑動的情況下，接觸面間的摩擦力稱為滑動摩擦。它由正向力N和滑動摩擦係数µ決定。

### 滚动摩擦
滾動摩擦實際上是源自於下列兩種情形：
- 一、接觸面非為完全圓滑
- 二、彈性體的恢復係數小於1的情形所導致的動能損耗

非完全平滑的多邊形滾動時，邊緣角度轉折的不同斜率平面在與底部平面之撞擊而轉為震動及熱能，被視為摩擦的一種，此種能量耗散完全無須物體接觸面之間的滑動運動，惟與滑動摩擦之命名易產生混淆。
彈性體恢復係數小於1的影響方式則是於接觸點之壓縮區，移動方向之前側壓縮區的滾動逆向力矩大於後側之順向恢復力矩，而造成總力矩之總和為逆向導致轉速降低，轉動動能散失入接觸區之熱能。
兩顯著差異的例子為在硬質地板上滾動的圓滑鋼球與極軟之矽膠球，前者因壓縮區小且恢復係數高因此單位旋轉角度的能耗小，滾動距離遠，後者因壓縮區大且恢復係數低，因此單位旋轉角度的能耗高，滾動距離短。
一般的滾動摩擦力兩個因素皆會同時發生。

### 滚压摩擦
假如滚动运动和滑动运动同时存在，那么这种混合摩擦也被称为滚压摩擦。
这时，摩擦力可以作正功也可以做负功，并通过相对摩擦产生内能。

### 转动摩擦
一个放在面上的球绕着通过接触点的法向轴转动时所产生的摩擦力被称为转动摩擦，它与转动运动的力矩T（τ）有关：
{\displaystyle N={\frac {T}{F_{N}}}} in cm

## 減少有害摩擦的方式
在工程技术中人们往往通过施加润滑剂或使用轴承的方法来减少摩擦，研究这个问题的科学称为摩擦学，它是机械制造的一个分科学。

### 固体摩擦
两个固体面互相摩擦。假如两个固体面的材料选择不当或它们之间相互施加的压力非常大的话，那么固体摩擦就会造成磨损。在不使用润滑剂或润滑剂失效的情况下会造成固体摩擦。

### 混合摩擦
在润滑剂不够或运动的开始会出现混合摩擦。这时摩擦面部分地区会直接接触。混合摩擦造成的磨损比固体摩擦要小。在长时间运行的状态下应该避免混合摩擦，但往往在技术工程中混合摩擦被容忍。

### 液体摩擦
假如两个运动面之间有一层完整的润滑剂的话，那么它们之间的摩擦是液体摩擦，两个运动面不直接接触。虽然如此通过运动面与润滑剂的分子之间的摩擦依然会有很小的磨损。

## 内部摩擦
内部摩擦是物质内部的原子或分子相互运动所造成的能量损失。由于外部力的作用所造成的不同部位的粒子的加速度的不同可以造成（比如液体）内部的相对运动。内部摩擦的大小与物质的粘性有关。
不像固体表面的摩擦那样含糊，内部摩擦可以通过统计力学的方式相当精确地计算出来。在力学中一般人们在计算时尽量省略摩擦所造成的损失，在流体力学中内部摩擦是理论中的一个内在部分，它可以由纳维-斯托克斯方程来计算。
流变学是研究复杂的流体（比如悬浮液或高分子化合物）的学科。在这些液体中的内部摩擦非常复杂，线性的纳维-斯托克斯方程不能用来描写它了。

## 外部連結
- Static friction （页面存档备份，存于）